# Jenny Drosou
Jenny Drosou (1928 - 29 de abril de 2021) foi uma pintora grega. Drosou apresentou diversas exposições individuais, incluindo na Galeria Chrysothemis (2009), no Centro Cultural de Arte Ira, na Biblioteca do Colégio de Atenas (1989), na Galeria de Arte Astrolavos (1989), no Centro Cultural Municipal de Kaisariani (1988) e na Galeria Nees Morfes, em Thessaloniki (1982, 1976).